# Piece of Time
Piece of Time è il primo album della band technical death metal degli Atheist pubblicato nel 1989. La copertina del disco fu disegnata da Ed Repka.

## Tracce
1. Piece of Time – 4:30
2. Unholy War – 2:19
3. Room With a View – 4:06
4. On They Slay – 3:39
5. Beyond – 3:00
6. I Deny – 4:01
7. Why Bother? – 2:55
8. Life – 3:09
9. No Truth – 4:30

### Tracce bonus
1. Undefiled Wisdom – 4:30
2. Brain Damage – 4:50
3. On They Slay (R.A.V.A.G.E 'On They Slay' Demo:) – 4:06
4. Hell Hath No Mercy (Hell Hath No Mercy Demo)– 2:59
5. Choose Your Death – 3:18
6. No Truth – 4:11

## Formazione
- Kelly Shaefer (cantante, chitarrista)
- Rand Burkey (chitarrista)
- Roger Patterson (bassista)
- Steve Flynn (batterista)